# Communauté de communes Presqu'île de Crozon-Aulne maritime
La communauté de communes Presqu'île de Crozon-Aulne maritime est une communauté de communes française, créée au 1er janvier 2017 et située dans le département du Finistère, en région Bretagne.
Elle fait partie du pôle métropolitain du Pays de Brest. 

## Histoire
La communauté de communes est créée au 1er janvier 2017 par arrêté préfectoral du 26 octobre 2016. Elle est formée par fusion de la communauté de communes de la presqu'île de Crozon et de la communauté de communes de l'Aulne Maritime, à l'exception de la commune de Saint-Ségal qui rejoint la communauté de communes de Pleyben-Châteaulin-Porzay.

## Administration
| Période         | Période         | Identité        | Étiquette | Qualité                       |
| --------------- | --------------- | --------------- | --------- | ----------------------------- |
| 9 janvier 2017  | 11 juillet 2020 | Daniel Moysan   | DVD       | Maire de Crozon (2008 → 2020) |
| 11 juillet 2020 | En cours        | Mickaël Kerneis | DVG       | Maire de Rosnoën (2014 → )    |

## Territoire communautaire

### Géographie
Située à l'ouest du département du Finistère, la communauté de communes Presqu'île de Crozon-Aulne maritime regroupe 10 communes et s'étend sur 281 km2.

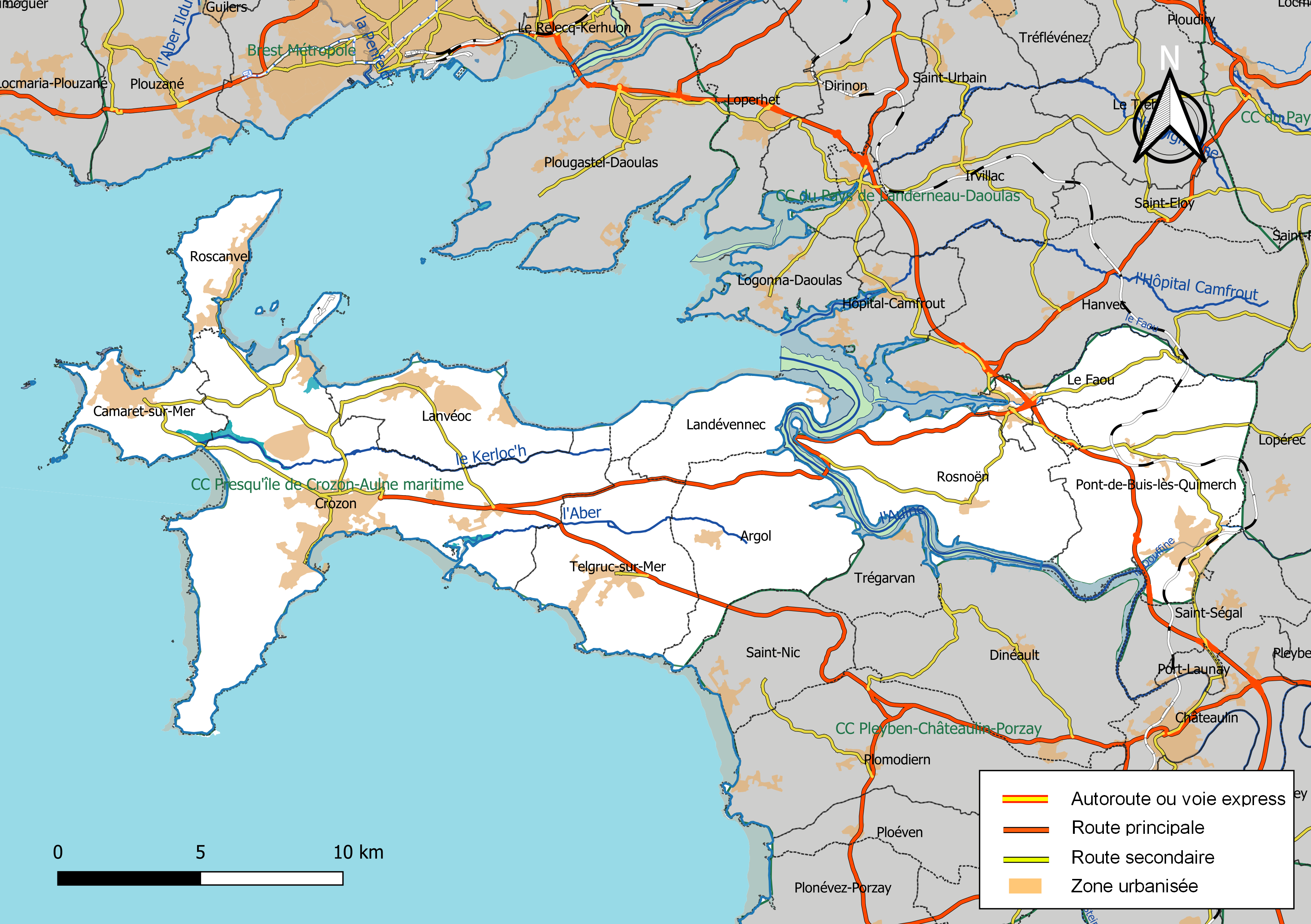
Carte de la communauté de communes Presqu'île de Crozon-Aulne maritime au 1er janvier 2019.

### Composition

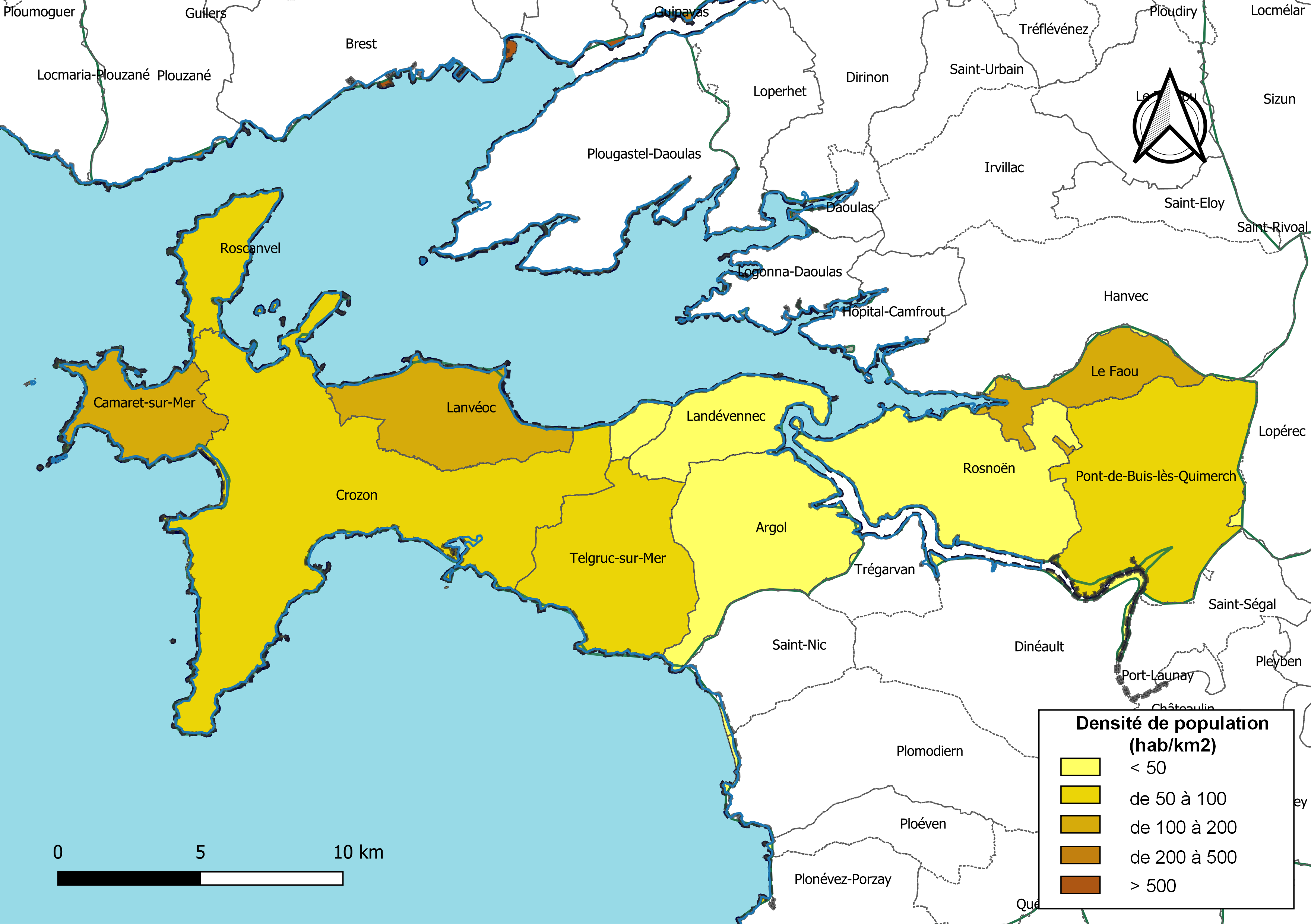
Carte des densités de population (millésimée 2016) des communes de la communauté de communes Presqu'île de Crozon-Aulne maritime. Composition en communes au 1er janvier 2019.

La communauté de communes est composée des 10 communes suivantes :

| Nom                       | Code Insee | Gentilé          | Superficie (km2) | Population (dernière pop. légale) | Densité (hab./km2) |
| ------------------------- | ---------- | ---------------- | ---------------- | --------------------------------- | ------------------ |
| Crozon (siège)            | 29042      | Crozonnais       | 80,37            | 7 410 (2022)                      | 92                 |
| Argol                     | 29001      | Argoliens        | 31,73            | 1 043 (2022)                      | 33                 |
| Camaret-sur-Mer           | 29022      | Camarétois       | 11,64            | 2 448 (2022)                      | 210                |
| Le Faou                   | 29053      | Faouistes        | 11,85            | 1 882 (2022)                      | 159                |
| Landévennec               | 29104      | Landévennéciens  | 13,83            | 335 (2022)                        | 24                 |
| Lanvéoc                   | 29120      | Lanvéociens      | 19,21            | 1 951 (2022)                      | 102                |
| Pont-de-Buis-lès-Quimerch | 29302      | Pont-de-Buisiens | 41,39            | 3 571 (2022)                      | 86                 |
| Roscanvel                 | 29238      | Roscanvélistes   | 9,08             | 825 (2022)                        | 91                 |
| Rosnoën                   | 29240      | Rosnoënais       | 33,64            | 993 (2022)                        | 30                 |
| Telgruc-sur-Mer           | 29280      | Telgruciens      | 28,29            | 2 145 (2022)                      | 76                 |